# Félix Savart

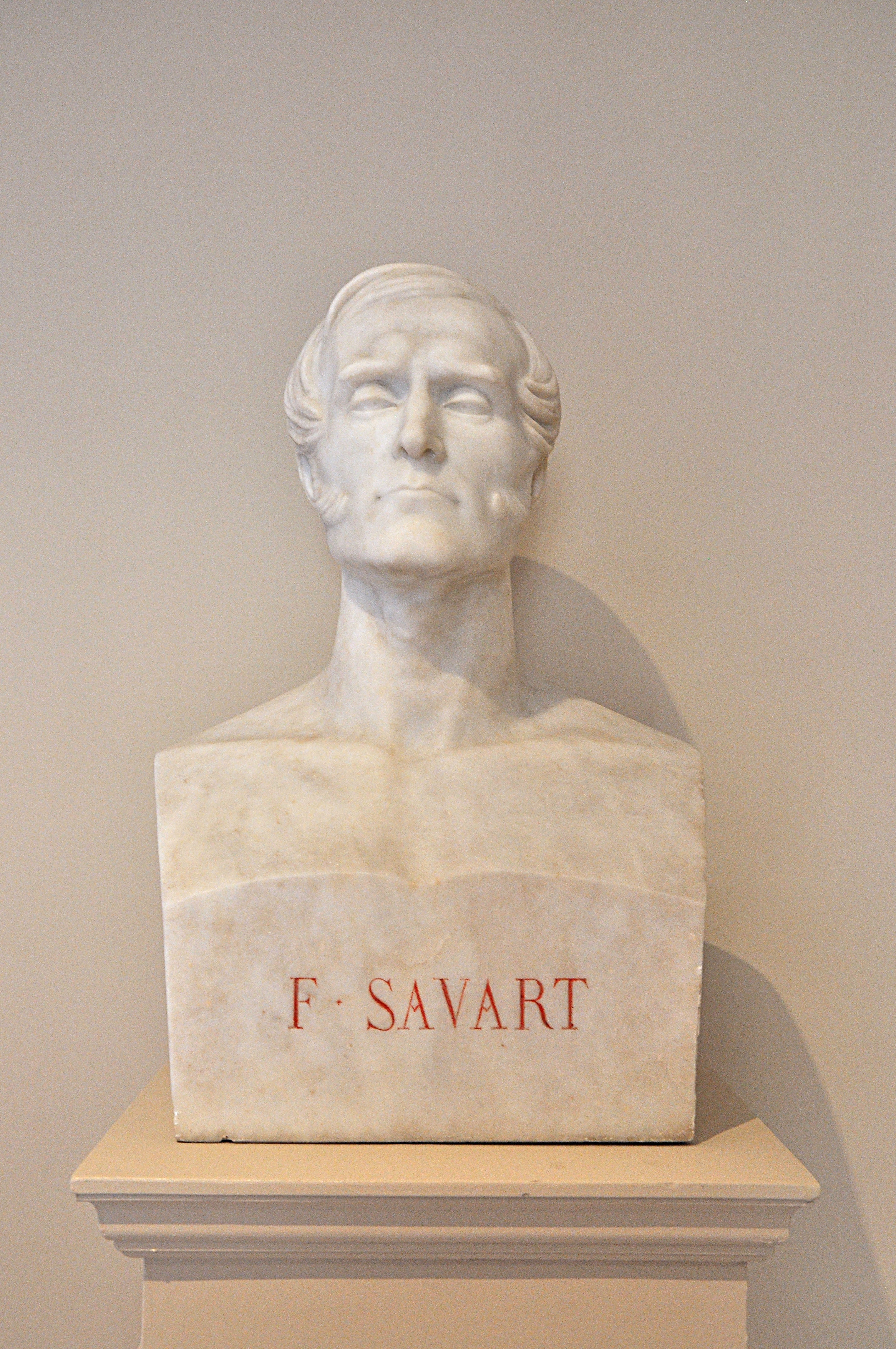
Popiersie F. Savarta

Félix Savart (ur. 30 czerwca 1791 w Charleville-Mézières, zm. 16 marca 1841 w Paryżu) – francuski fizyk, profesor Collège de France.
Badał wpływ pola magnetycznego na natężenie prądu elektrycznego. W 1820 wraz z Jeanem-Baptistem Biotem opublikował prawo rządzące tym zjawiskiem – tzw. prawo Biota-Savarta. Zajmował się także pracami z dziedziny akustyki, szczególnie rozchodzeniem się fal dźwiękowych w różnych ośrodkach i rezonansem.